# Mortal Kombat: Shaolin Monks
Mortal Kombat: Shaolin Monks là một phần trong loạt trò chơi chiến đấu Mortal Kombat ra mắt vào năm 2005.

## Giới thiệu
Với phiên bản làm lại từ Mortal Kombat 2, Tăng Ni Thiếu Lâm mau chóng chở thành thể loại phiêu lưu thứ ba sau Mythology và Special Forces đã đi trước đó với phong cách không mấy xa lạ, bắt đầu từ phiên bản đầu tiên đi nhân vật Subzero chỉ với nhiệm vụ duy nhất là đi càn quét và chiến đấu với những tay lính quèn xen kẽ những màn giải đố và né tránh bẫy trên nền 2D trong cuộc chiến với tay trùm Shinnok theo mệnh lệnh được giao phó của Quan Chi đến cuộc chiến đơn độc của nhân vật Jax với đảng phái Rồng Đen xấu xa của Kano được tái hiện trên đồ hạo 3D nhưng hầu hết lại chỉ tập trung vào những màn giải đố và tìm đường nên cũng chẳng gây khó khăn là bao so với những thử thách mới đầy khó khăn của phần thứ ba này.
Rút kinh nghiệm từ hai phiên bản phiêu lưu trên nên tác giả game đã mau chóng tập kết những tinh túy từ hai bộ game Prince Of Persia và Teken trong việc tạo ra những bối cảnh rộng lớn những môi trường chiến đấu đi kèm với màn giải đố và cách diệt trùm không mấy khó khăn đã tạo ra phần chơi phiêu lưu này một cái nhìn riêng. Câu chuyện từ phần phiêu lưu mới này bắt nguồn từ phần đầu tiên của bộ game Mortal Kombat đầu khi nhân vật Liu Kang đánh bại Shang Tsung và chạy thoát khỏi quần đảo kỳ bí đang bị sụp đổ cùng với sự giúp đỡ của Kung Lao. Tại đây cuộc hành trình của những vị tăng ni bắt đầu khi bè lũ của Shang Tsung chạy về Thế giới Ngầm cầu xin sự trợ giúp của hoàng đế Quyền Lực Shao Kahn bằng một mưu đồ bí mật, mở màn cho cuộc chiến này chính là cuộc xâm lược của tộc Tarkatan vào chùa Thiếu Lâm Tự nên một lần nữa tất cả các tăng ni được Raiden lựa chọn phải đánh vào tận sào huyệt của hoàng đế Thế giới Ngầm.
Khác xa so với những phần đi trước khi bạn chỉ có thể điều khiển được một nhân vật thì lần này chúng ta được quyền chỉ huy hai nhân vật (Lần đầu tiên của dòn phiêu lưu có thể có hai người chơi hỗ chợ lẫn nhau) chính yếu của trò chơi đó chính là Kung Lao và Liu Kang, trong cách chơi lần này ngoài tính chiến đấu bằng tay chân và thể lực kèm chưởng lực cũng phải biết vận dụng cái đầu và việc suy nghĩ về cách giải quyết bằng chí thông minh. Tất nhiên các bạn sẽ rất ngạc nhiên về hai nhân vật của mình càng về sau càng trở nên mạnh mẽ hơn nhất là được hỗ trợ nâng cấp các chiêu thức những đòn thế Fatality thông qua những số điểm Exp kiếm được từ việc tiêu diệt những tên lính cản đường, và những loại vũ khí mạnh mẽ trên đường đi như búa, đao,sọ người và đá v.v.
Tuy đã rất cố gắng trong việc làm tăng nên tính hấp dẫn của trò chơi qua phiên bản này. Mặc dù vậy những phiên bản này lại có những phần đồ họa không bắt mắt cho lắm có thể nói là khá tệ vì những tông màu không phù hợp trong khi phần game đối kháng và phần phiêu lưu trước lại làm tốt hơn, tuy đã có thêm công nghệ Havok làm mềm các chuyển động gây cảm giác đánh lừa người chơi bằng các đòn thế điêu luyện đi kèm những cảnh cháy nổ đất đá rơi trông rất thật nhưng cũng chẳng làm nên nhiều kỳ tích cho lắm so với những phiên bản chơi đối kháng đi và đánh cảnh thông thường. Với tám vòng chơi ngắn ngủi đi kèm với những cảnh diệt trùm có hơi hơi bị kích động nhưng cũng khá là khốc liệt so với đoạn cuối của trò chơi khi phải đơn độc chọi cả ba tay trùm dữ dằn hùng mạnh nhất thế giới ngầm cùng một lúc là Shang Tsung, Kintaro, Shao Kahn cũng đủ làm nên kỳ tích đối với những hảo thủ ưa thử thách và làm hài lòng giống hệt như những gì đã làm trước đó ở phiên bản đối kháng đời cũ.
Có một điểm riêng về cách chơi đó là cũng giống hệt như những phần chơi đi bài khác từ các game là khi đánh xong xuôi và đạt đủ hết các kỹ năng bạn có thể đánh lại để đi tìm tiếp các bí mật khó lấy ở trong bài như các nhân vật ẩn,ảnh vẽ v.v… mà bạn đã bỏ qua. Đó chính là phong cách cho phần MortalKombat 2 làm lại này. Có rất nhiều điểm chung chung cần phải được bàn đến trên phiên bản này mặc dù đã được làm lại trên nền cũ, tuy nhiên như thế cũng là đã quá đủ để khỏi mà bàn luận cho sự thành công tiếp theo của phiên bản Tăng Ni Thiếu Lâm này trong thể loại phiêu lưu cuối cùng của hãng Midway dành cho Fan hâm mộ trong năm 2005 theo đúng nghĩa nâng cấp trò chơi theo thế hệ dòng máy tương lai của Cuộc Chiến Sinh Tử.